# Lijst van Biennale Interieur-evenementen
Deze lijst van Biennale Interieur-evenementen bevat een overzicht van Biennale Interieur-evenementen die in Kortrijk hebben plaatsgevonden.
| jaar | aantal deelnemers          | winnaars | jury | datum                      | bezoekersaantal | concept                                                                                                   | Eregast |
| ---- | -------------------------- | --- | --- | -------------------------- | --------------- | --- | --- |
| 1968 |                            | geen competitie | geen |                            | 53000           | Boudewijn Delaere                                                                                         | Simon Mari Pruys (Nederland) |
| 1970 |                            | geen competitie | geen |                            | 88000           | Boudewijn Delaere Lut Schodts                                                                             | Raymond Loewy (VS) |
| 1972 |                            | Jan Willekens (B) Gilbert Vandekerkhove (B) | Jan-Pieter Ballegeer (B) Gilles de Bure (F) Sergio Gandini (I) Philippe Neerman (B) Jens Nielsen (DK) Cyril Ouvaroff (F) Giò Ponti (I) David Rowlands (GB) Fred Ruf (CH) Jan Saverys (B)                                                                        |                            | 103000          | Boudewijn Delaere                                                                                         | Giò Ponti (Italië) |
| 1974 | 96 uit 11 landen           | Christine Clarysse (België) [Dirk Vrints Edwina Van Olmen Henri Merken (B) Jaap Emmer (NL) Jan Dranger & Johan Huldt (SF) Piero de Martini(IT) | Francesco Binfare (I) Gilles de Bure (F) Sven Ivar Dyste (N) Poul Kjærholm (DK) Kho Liang le (NL) Lennaert Lindkvist (S) Verner Panton (DK) | 19 - 27 oktober            | 117000          | Boudewijn Delaere                                                                                         | Verner Panton (Denemarken) |
| 1976 | 144 uit 20 landen          | ? | An-Pieter Ballegeer (B) Cees Braakman (NL) Terence Conran (GB) Wim Crouwel (NL) Gillo Dorfles (I) Jan Dranger (S) Pierre Paulin (F) Otto Zaph (D) | 16 - 24 oktober 5de keer   | 121316          | Boudewijn Delaere Fred Sandra                                                                             | Gillo Dorfles (Italië) |
| 1978 | 173 uit 18 landen          | ? | Eero Aarnio (SF) Gae Aulenti (I) Jan-Pieter Ballegeer (B) Robin Day (GB) Nanna Ditzel (DK) Evert Endt (F) Hans Hopfer (A) Theo Jacob (CH) Friso Kramer (NL) Yrgö Kukkapuro (SF) Peter Raacke (D) Dieter Rams (D)                                                | 21 - 29 oktober            | 124000          | Boudewijn Delaere Fred Sandra                                                                             | Philip Rosenthal (Duitsland) |
| 1980 | 208 uit 15 landen          | winnaars: Endt-Fulton Partners (F)V Edward P. Geluk (NL) Piotr Sierakowski (PL) Roger Denis (B) Thomas Gerlach (D) Vermelding: François Canart (B) Maïa Christophe (B) Philippe Deceuninck (B) Werner Elbrecht (D) Leif Erikson (DK) Marco Garosi (I) Enrico Sibour (I) Eugen Gerl (D) Stef Govaerts (B) Volker Laprell (D) Rafael Mayer (D) Martin Schultheis (D) Wojeiech Turychen (SF) | Jürgen Bass (DK) Josine des Cressonnières (B) Christophe Gevers (B) Gilbert Goddère (B) J. Christopher Jones (GB) Richard S. Latham (USA) Heikki Metsä-Ketelä (SF) Philippe Neerman (B) Dieter Pesch (D) Gianni Ratto (I)                                       | 18 - 26 oktober            | 126210          | Boudewijn Delaere                                                                                         | Jean Prouvé (Frankrijk) |
| 1982 | 310 uit 15 landen          | H. J. Van Herwijnen (NL) Erik Sijmons (B) François Canart (B) Isabelle Dubois (B) Yvonne Van Etten (NL) | Claire Bataille (B) Renaat A. Braem (B) Josine des Cressonnières (B) Marielle Hucliez (F) Josef Kremerskothen (D) Alessandro Mendini (I) Philippe Neerman (B) Danielle Quarante (F) Fred Sandra (B) Frans Van Der Put (NL) Emiel Veranneman (B) Peter York (GB) | 16 - 24 oktober            | 128210          | Boudewijn Delaere                                                                                         | Alessandro Mendini (Italië) |
| 1984 | 370 uit 20 landen          | winnaars: Angele Oedekoven (D) Ann Maes (NL) Arnout Jan Visser (NL) Caro Degyzel (NL) Gilbert Long (F) Maria Oosthoek (NL) Piotr Sierakowski (USA) René Kemna (NL) Violaine Vande Pitte (B) vermelding: Ron Van de Camp (NL) Dicky Moleman (NL) Abeldardo Gonzalez (E) Emmanuël Kartheuser (B) Guus Smit (NL) Rolf Hering (D) Michel Meulemeester (B) Yvan Van Hollebeke (B) Theo Schneider (CH) Walter Walterlorent (B) | Geert Bekaert (B) Ricardo Bofill (E) Pieter De Bruyne (B) Josine des Cressonnières (B) Robert Heritage (GB) Jean Keup (B) Octave Landuyt (B) Jean-Claude Maugirard (F) Philippe Neerman (B) Toby Rodes (CH) Ettore Sottsass (I)                                 | 20 - 28 oktober            | 125042          | Boudewijn Delaere                                                                                         | Herman Liebaers (België) |
| 1986 | 533 uit 19 landen          | Giorgio Astory (I) Evelyne Gilmont (B) Fernando Gomes (USA) Florian Schaubreitner (D) Gunther Lickert (D) Harry Sijbers (NL) Jessica Liepelt (D) Monique Frooninckx (B) Peter Kolmus (NL) Silvia Groeper (D) | Stephen Bayley (GB) Geert Bekaert (B) Mario Botta (CH) François Burkhardt (F) Rido Busse (D) Anna Castelli-Ferrieri (I) Pierre Mazairac (NL) Philippe Neerman (B) Guy Roukaerts (B/GB)                                                                          | 18 - 26 oktober 10de keer  | 128618          | Boudewijn Delaere                                                                                         | Philippe Starck (Frankrijk) |
| 1988 | 578 uit 20 landen          | Alain Keyen (B) Anja de Roos (NL) Antoine Charles (B) Bettina Laage (D) Dani De Winter (B) Egbert Ackermann (D) Furnie Oyama (J) Joelle Mestdagh (B) en Danielle Teton (B) Karin Deknop (B) Markus Hartmann (D) Martine Gyselbrecht (B) Simone van Eerdenburg (NL) Theodoor Butz (D) Van Haaster & Keizer (NL) | Andrea Branzi (I) Michele De Lucchi (I) Axel Enthoven (B) Thierry Gaudin (F) Jack Lenor Larsen (USA) Ingo Maurer (D) Philippe Neerman (B) Andrée Putman (F) Meinhard von Gerkan (D)                                                                             | 20 - 30 oktober            | 116733          | Boudewijn Delaere                                                                                         | Geert Bekaert (België) |
| 1990 | 580 uit 22 landen          | Jurgen Bey (NL) Herwig Hube (D) en Peter Grosshauer (D) Maria De Graaf (NL) Myriam Hornard (B) Nikolaus Schweiger (D) Paolo Ulian (I) Peter Keilbach (D) Robert Bernhofer (A) Simone Van Eerdenburg (NL) | Dorothea Balluff (I) Toshiyuki Kita (J) Javier Mariscal (E) Ulf Moritz (NL) Philippe Neerman (B) Jean Nouvel (F) Dieter Sieger (D) Deyan Sudjic (GB) Bob Van Reeth (B)                                                                                          | 18 - 28 oktober            | 117891          | Boudewijn Delaere                                                                                         | Andrea Branzi (Italië) |
| 1992 | 579 uit 20 landen          | Barro de Gast (NL) Beatriz Schaaf-Giesser (D) Ben Hoek (NL) Christof Burtscher (A) Francine Van der Biest (B) Francis Schmets (B) Franz Polzhofer (A) Gaston Rogel Carmona (D) Heinz Haldimann (CH) Jean-Baptiste Sibertin-Blanc (F) Jean-Philippe Benoit (B) Kathleen Esselens (B) Katrien Rondelez (B) Maarten Van Severen (B) Maurice Van Bakel (NL) René Wansdronk (NL) Stefan Helfrich (D) | Ron Arad (GB) Stéphane Beel (B) Christian de Portzamparc (F) Massimo losa Ghini (I) Jorge Glüsberg (ARG) Philippe Neerman (B) Antti Nurmesniemi (SF) Jorge Pensi (E) Borek Sipek (NL) Oswald Matthias Ungers (D)                                                | 15 - 25 oktober            | 118620          | Boudewijn Delaere                                                                                         | Dieter Rams (Duitsland) |
| 1994 | 489 uit 33 landen          | Winnaars: Christophe Sergeant (B) David Ryan (GB) Frank Verplanken (B) Gerard Clavé (F) en Laurent Israël (F) Hans Ola Rune (S) Jan Willem Van Der Weij (NL) Simone de Waart (NL) Thomas Bredel (D) Vera Theissen (D) Vermelding: Annick Boekx (B) Henny Wilting (NL) Heinz Baumann (CH) Koen Luyckx (B) Baudoin Absil (B) M. Walma Van Der Molen (NL) Stefan Liboit (B) Verena Thomas (D) Ulrich Dehnen (D) Annelies Swart (NL) Floris Van Der Kleij (NL) | Antonia Astori (I) Moniek E. Bucquoye (B) Françoise Jollant-neebone (F) Stefan Lindfors (SF) Josep Llusca (E) Peter Maly (D) Jasper Morrison (GB) John Thackara (GB/NL) Johan Neerman (B)                                                                       | 14 - 23 oktober            | 115763          | Christian Kieckens Boudewijn Delaere                                                                      | Japser Morrison (Verenigd Koninkrijk) |
| 1996 | 324 uit 24 landen          | winnaars: Jakob Gebert (D) Diego Lemme (I) Georges Wagner (L) Kristel Van Ael (B) Lionel Dean (GB) Michel Vyvey (B) Ralph Stoian (CH) Stefan Maas (D) Vermelding: Bart Baccame (B) Thomas Hasenbichler (A) Jasamichi Katayama (J) Marie Mees (B) Jacqueline Dehond (B) Marc Merckx (B) Bert Schoeren (NL) Brigitte Teurlings (NL) Robert Van Nimwegen (NL) Adelgund Witte-Wallpott (D) | Antoine Citterio (I) Rolf Fehlbaum (CH) Uwe Ficher (D) Konstantin Grcic (D) Maarten Van Severen (B) | 18 - 27 oktober            | 123521          | Christian Kieckens Boudewijn Delaere                                                                      | Jean Nouvel (Frankrijk) |
| 1998 | 313 uit 24 landen          | Snaut / CMDR Thaler (A) Christian Deuber (CH) en Jorg Boner (NL) Christine Van Den Oosten (NL) Dominique Mathieu (F) Emanuela Ramacci (I) Herwig Huber (D) Jean-Pierre Neumeister (D) en Petra Meyer (D) Johan Van Dijk (NL) Peter Hofmann (D) Peter Reinders (NL) Tony Heyndrickx (B) | Sebastian Bergne (GB) Lieven Daenens (B) Christophe Pillet (F) Renny Ramakers (NL) Paolo Rizzatto (I) Hannes Wettstein (CH) | 16 - 25 oktober 15de keer  | 128143          | Christian Kieckens Boudewijn Delaere                                                                      | Rolf Fehlbaum (CH) |
| 2000 | 383 uit 29 landen          | Beat Karrer (CH) Damian O'Sullivan (IRL/F) David Vanderburgh-Fontaine (USA) Gerhard Wiegmann (D) Hopf + Wortmann (D) Lemongras Design Studio (D) Lorenz Wiegand Pool Products (D) Markus Honka (D) Martin Holzapfel (D) Michael Schmidt (D) Stijny van der Linden (NL) Vincent Willaert (B) | Matali Crasset (F) Maddalena De Padova (I) Alfredo Häberli (Arg/CH) Matthew Hilton (GB) Luc Ramael (B) Ilkka Suppanen (FIN) | 13 - 22 oktober            | 121648          | Anne Mie Depuydt Erik Van Daele >br>Paul Boudens\|\|Konstantin Grcic (Duitsland)                          | |
| 2002 | 350 uit 32 landen          | Alamia Vulala & Georgios Batzios (SE/GR/F) Andrea Mehlhose & Martin Wellner.Fremdkörper (D) Birgit Hoffmann (D) Christophe François (F) Elric Petit (B) Kim G.T. Rosendahl (D/USA) Kristof Serrien (B) Mirjam Huttner (D) Stephan Augustin (D) Stephane Benoït Montero (F) Sylvain Willenz (B) en James Carrigan (GB) Verona Giulia (I) Willem van der Sluis & Hugo Timmermans (NL) Wilm Fuchs (D) Wout Fierens (B) Yasuyuki Sakurai (JAP/UK) | Ronan & Erwan Bouroullec (F) Björn Dahlström (SE) Martí Guixé (E) Richard Hutten (NL) Danny Venlet (B) Michael Young (GB) | 18 - 27 oktober            | 110051          | uapS Anne Mie Depuydt Erik Van Daele Madeleine Wermenbol                                                  | Michael Young (Verenigd Koninkrijk) |
| 2004 | 195 uit 15 landen          | Daan van den Berg (NL) Isabelle Farahnick (B) Kristin George dit Marchal (B) Manuel Messmer (D) Nicolas Destino (B) No-mad [RE]PUBLIC (B) Pieter Soolsma (NL) Pinky Pintus (B) Robin Delaere (B) Stijn Goethals, Koen Baeyens & Basile Graux (B) UR DESIGN Kris Gysels & Eva Verbeiren (B) Valerie Melle Sfedj (F) | Lidewij Edelkoort () Massimo Fucci () Ebbe Pelle Jacobsen () Xavier Kegels () Philippe Lacoste() Kimiko Yoshida () | 15 - 24 oktober            | 95354           | Bataille & ibens Megaluna Triumviraat \|\|James Irvine (Verenigd Koninkrijk) & Kirsti Paakkanen (Finland) | |
| 2006 | 172 uit 21 landen          | winnaars:Jorre van Ast (NL) Isabelle Farahnick (B) Arnaud & Aki Cooren (FR) Christian Jung (D) Hannes Gumpp (D) Maritée Onderdenwijngaard (NL) Annette Hinterwirth (A) Axel Schindlbeck (D) Stauffacherbenz Stefan Stauffacher & Nicole Benz (CH) Vermeldingen: Agwa & Ester Goris (B) Giovanni Bauwens (B) Achim Beermann (D) Camille Dandelot (FR) Nathalie Dewez (B) Mathieu Guyaux (B) Julien Kieffer (FR) Mirko Kisser & Weixin Liang (D) Berto Pandolfo (AUS) Esteban Roses (ES) Walter Spiessens (B) Laurence Van Dangeon (FR) Sabine Van Dorpe (B) Jiri Vanmeerbeeck (B)                                                         | Frédéric Dedelley (CH) Hella Jongerius (NL) Satyendra Pakhalé (IND/NL) Vincent Van Duysen (B) Eugenio Perazza (I) | 13 - 22 oktober 20ste keer | 98000           | Nu Architectuuratelier & doorzon (B) Thomas Lommé (B)                                                     | Alfredo Häberli (CH/ARG) |
| 2008 | 286 uit 33 landen          | winnaars: Levy Ishèle (NL) James Van Vossel (BE) Frenchknicker - Milia Seyppel (DE) Alban Liam Schär & Lukas Pfister (CH) Rafaël Charles (BE) Johan Bruninx (BE) Marloes Jongen (NL) Juan Reinhard, Pedro Dienes & Pablo Dias (DE) Laurina Ieva (LV) Indra Merca (LV) Christel Thue Hogsted (DK) Pieter De Caluwé (BE) Vermeldingen: Meike Langer (DE) Studio Mango - Frank Hanssen () Paul Hendrikx () Rafael Morgan (NL) Vincent Colot (BE) Maga Project - Gauthier Poulain & Mathias Van De Walle (BE) Koen Devos (BE) This Reber (CH) Johan Bruninx (BE) Pascale Michalon (FR)                                                       | Louise Campbell (DK) Adam Goodrum (AU) Oscar Pena (CO/NL) Marnick Smessaert (BE) Alasdhair Willis (UK) |                            | 95000           | Voet - Theuns architecten Barlock - Saskia Wierinck                                                       | Jaime Hayon (ES) |
| 2010 | 227 uit 27 landen          | winnaars: Miriam Aust (DE) Yanes Wühl (CH) Damien Ummel (CH) Raphaël Charles (BE) Ann Van Hoey (BE) Marcio Kogan and Studio mk27 (BRA) Francisco Torres (MEX) Florian Kallus (DE) Anaïde Davoudlarian (CH) Theresa Kalteis (AUT) Enrique Illanez (CH/ECU) vermelding: Max Lipsey (USA) | Giulio Cappellini (IT) Nipa Doshi (IND) Marcus Fairs (UK) Pierre Keller (CH) Lowie Vermeersch (BE) | 15 - 24 oktober            | 92138           | Architecten De Vylder Vinck Taillieu Sara De Bondt                                                        | Junya Ishigami (Japan) |
| 2012 | meer dan 300 uit 15 landen | Blue Architects (CH) Elisa Honkanen (FI) | Felix Burrichter (DE) Jan De Cock (BE) Majed Al-Sabah (KW) Oskar Zieta (PL) Sara De Bondt (BE) Tomas Alonso (ES) Torafu Aarchitects (JP) | 20 - 28 oktober            | 108.000         | Granstudio (IT) Lowie Vermeersch                                                                          | 7 Future Primitives Project Room guests: Nendo (JP) Ross Lovegrove (UK) Greg Lynn (US) Studio Makkink & Bey (NL) Troika (UK) David Bowen (US) Muller Van Severen (BE) |
| 2014 | 293 uit 20 landen          | winnaars: Charlotte Ryberg, Fritz Hakon Halvorsen & Marcia Harvey Isaksson (ZW) Alberto Artesani (DWA), Frederik De Wachter (DWA), Francesca Perani (Spectacularch & Sandra Marchesi (Spectacularch) (IT) Lukas Wegwerth & Wendelin Kammermeier (DE) Jaspers Stevens & Karel Verstraeten (BE) Davide Fbio Colaci, Lula Ferrari, TourDeFork, Laura Doardo, Ludovica Niero & Marco Savini (IT) Mario Minale & Kuniko Maeda (NL) vermeldingen: Luuk Stoltenborg, Bas de Boer, Laura Ubachs & Saynzo Osinga (NL) Ryosuke Iinuma (JP) Ilze Quaeyhaegens (BE) Kathi Stertzig (DE) Leonidas Trampoukis (GR) Arthur Analts (Variant Studio) (LV) | Rolf Hay (DK) Lina Kanafani (UK) Matylda Krzykowski (PL) Robert Klanten (DE) Lowie Vermeersch (BE) Philippe Grohe (DE) Francesca Sarti (IT) Noé Duchaufour Lawrance (FR)                                                                                        | 17 - 26 oktober            | 101.000         | Granstudio (IT)                                                                                           | Joseph Grima |
| 2016 |                            | winnaars: Pauline Deltour, Anne-Laure Gautier & Gwenaëlle Girard (FR) Carolien Pasmans, Bram Aerts & Claudio Saccucci (BE) Matteo Ghidoni (IT) & Jean-Benoît Vétillard (FR) Mayu Takasugi (JP) & Johannes Berry (South Africa) Jon Kleinhample & Maša Lončarič (BE) vermeldingen: Yesmine Sliman Lawton & Perrine Poncelet (BE) Jessy Van Durme & Sophie Vanwynsberge (BE) Pietro Ferrario & Francesco Enea Castellanza (IT) Salvatore Ponzo, Fabio Romenici, Alessandro Pennesi & Giuseppe Ponzo (IT) Olivier Caluwier (BE) | Frederik De Wachter (BE/IT) Rossana Hu (CN) Aaron Taylor Harvey (US) An Michiels (BE) Costas Voyatzis (GR) | 14 - 23 oktober            |                 | Office Kersten Geers David Van Severen                                                                    | Office Kersten Geers David Van Severen |